# Le Vie d'Italia
Le Vie d'Italia è stata una rivista periodica mensile illustrata di geografia, viaggi, fotografia, pubblicata dal Touring Club Italiano dal 1917 al 1968.
Uscì nel settembre 1917 come supplemento della "Rivista Mensile" inviata ai soci del Touring Club Italiano (TCI). Il titolo, prescelto in seguito a un concorso di idee, era  “Le Vie d'Italia” con sottotitolo “Turismo nazionale. Movimento dei Forestieri. Prodotto Italiano”.
Nel 1921 la Rivista Mensile del TCI venne inglobata da “Le Vie d'Italia”, conservando il sottotitolo “Rivista Mensile del Touring Club Italiano”. La rivista continuò a essere inviata in abbonamento ai soci, che nel frattempo erano divenuti 75.000.
Nel 1927 il numero dei soci del TCI aumentò fino a oltre 180.000 e la tiratura della rivista divenne così una delle maggiori del paese.
Nel 1937, a seguito della campagna fascista contro i nomi stranieri, il Touring Club, e con esso il sottotitolo della rivista, cambiò nome, diventando “Consociazione Turistica Italiana”.
Le distruzioni dei bombardamenti del 1943 causarono l'interruzione delle pubblicazioni, che ripresero solo nel gennaio del 1946.
Nel dopoguerra “Le Vie d'Italia” divenne uno dei simboli della ritrovata vitalità del paese, presentandosi come lo specchio dello sviluppo turistico e della motorizzazione e della conseguente esplosione della mobilità.
Nel 1968 cessò la pubblicazione fondendosi con Le Vie del mondo.

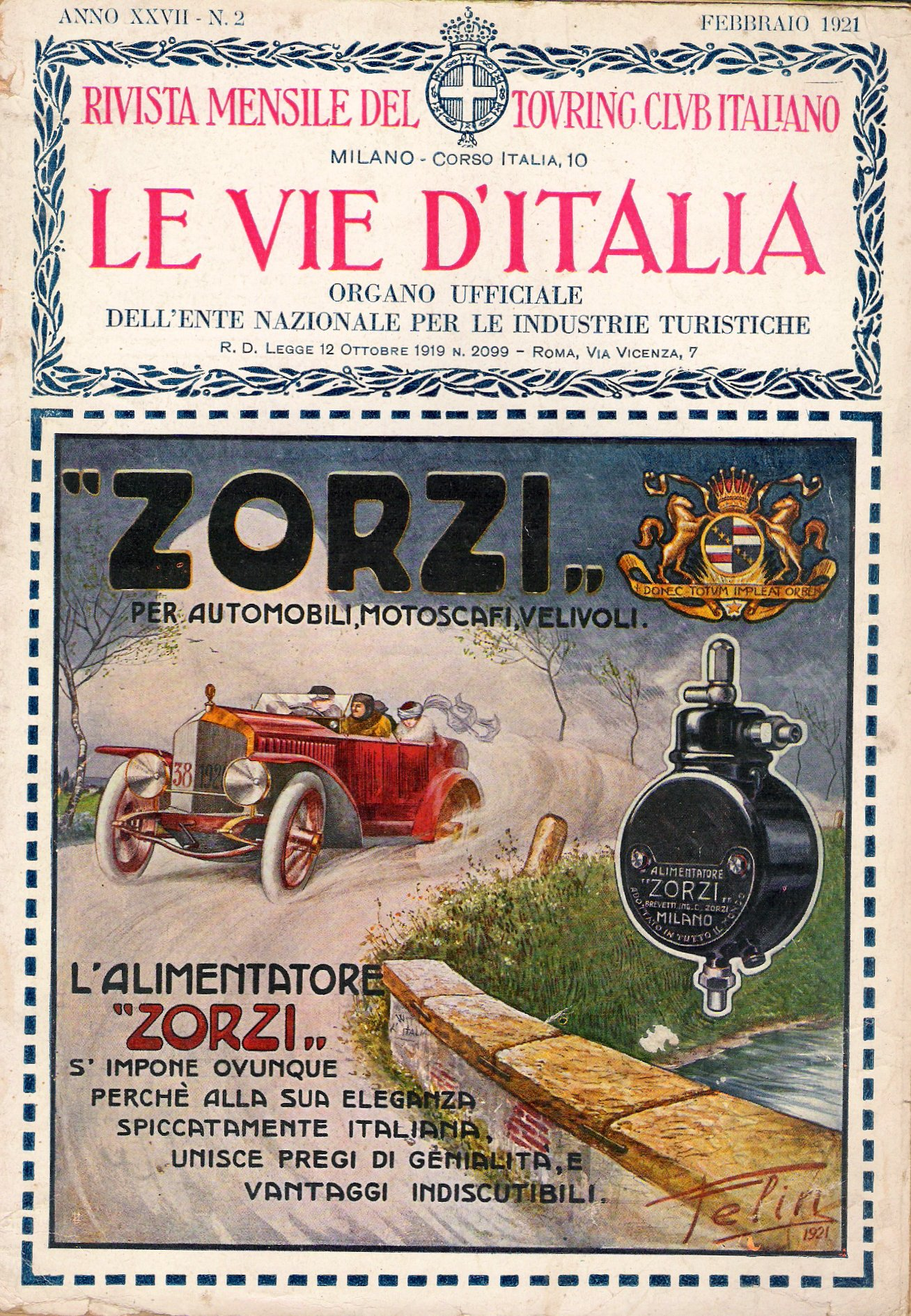
Uno dei primi numeri delle Vie d'Italia (febbraio 1921).
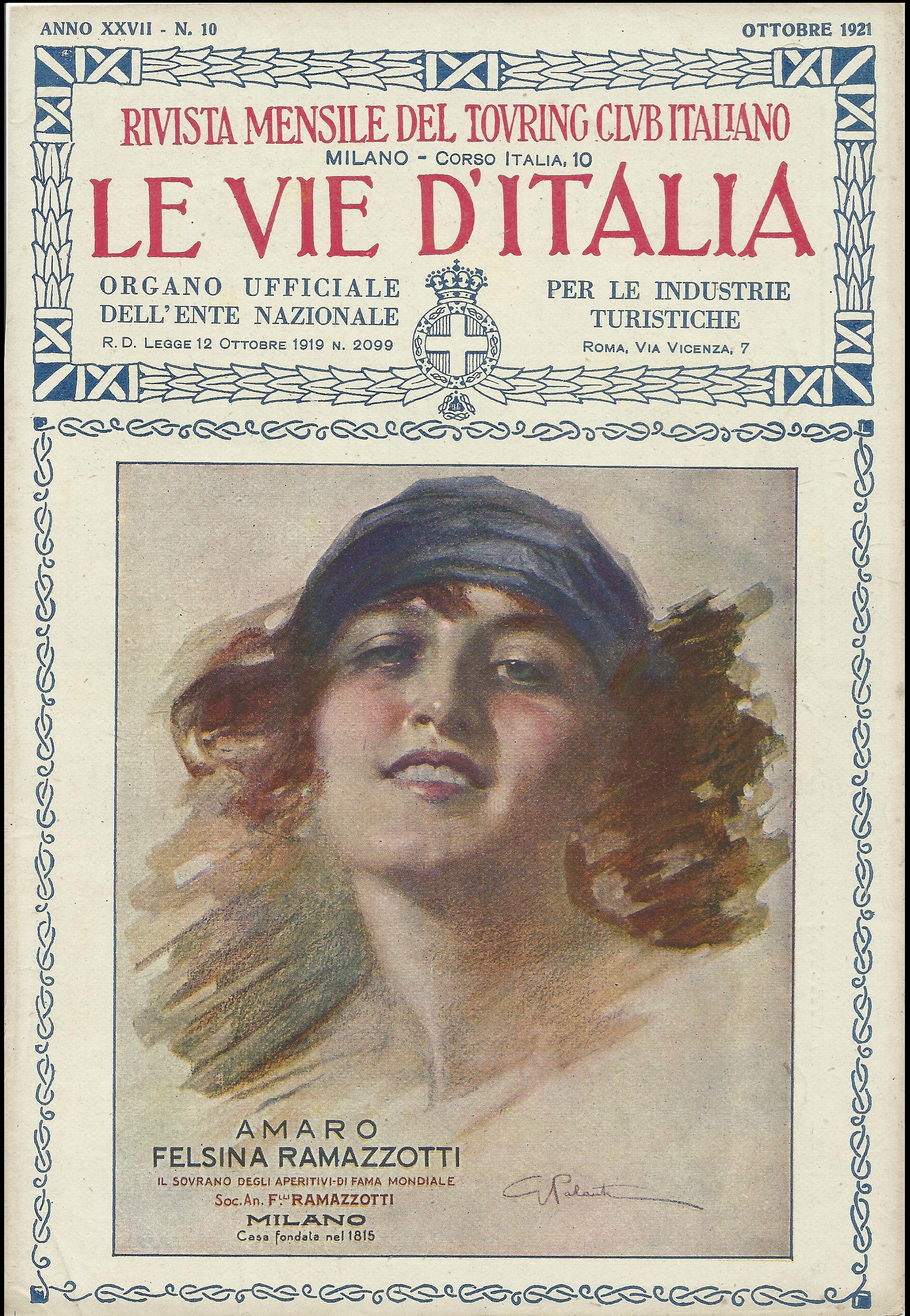
Ottobre 1921 con opera di Giuseppe Palanti in copertina, pubblicità Amaro Ramazzotti.